# Calculadora de rueda de pines

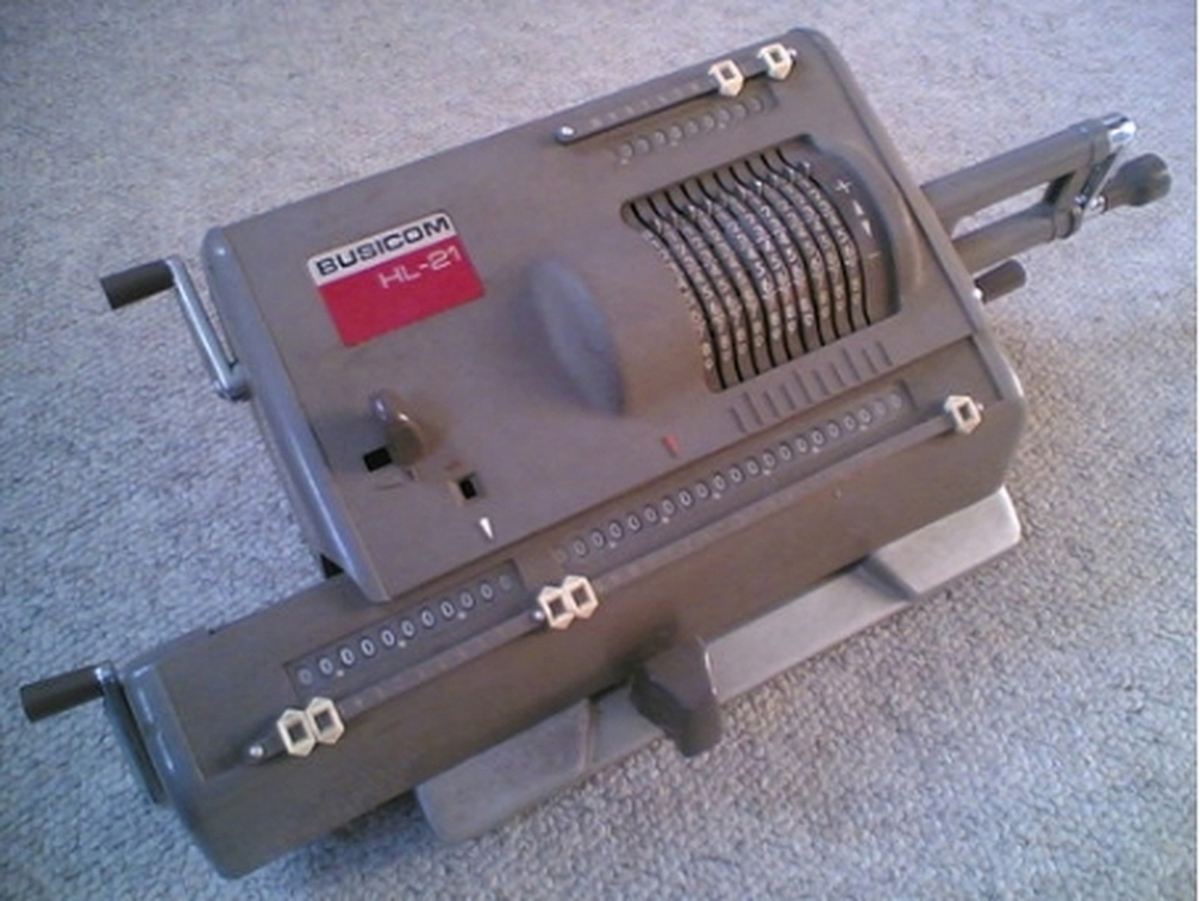
Busicom HL-21

Las calculadoras de ruedas de pines (Pinwheel calculators) fueron inventadas independientemente por Frank Stephen Baldwin en Estados Unidos (1872) y Wilgott Theophil Odhner en Rusia (1874). Eran de tamaño más reducido y de menor costo que las calculadoras mecánicas, y permitían realizar fácilmente las cuatro operaciones básicas (sumar, restar, multiplicar y dividir).

## Historia
En Rusia, los aritmómetros de Odhner fueron manufacturados en masa por primera vez en 1886 por W.T. Odhner, Maschinenfabrik & Metallgiesserei y posteriormente en 1891 por la fábrica Odhner-Gill (фабрика Однера-Гиля) en San Petersburgo. Las calculadoras de ruedas de pines fueron más populares en Europa (particularmente en Alemania) que en los Estados Unidos.
En 1924, Felix Edmundovich Dzerzhinsky, la cabeza Checa rusa, inició la fabricación de aritmómetros. Posteriormente fueron nombrados aritmómetros Feliks, conocidos popularmente bajo el nombre del "hierro Feliks", y sirvieron en la Unión Soviética hasta bien entrados los años 1970.

## Operación
"Para hacer operaciones con este tipo de máquinas se hacen girar las palancas o botones correspondientes hasta seleccionar el número deseado. La adición, substracción, multiplicación y división se llevan a cabo por medio de tambores giratorios. Para la adición se hacen girar en un sentido, y para la substracción se hacen girar en sentido contrario. Para la multiplicación se hacen girar n veces en el mismo sentido que para la adición, y para la división hacen girar n veces al revés en el mismo sentido que para la substracción. Dos conjuntos de diales proporcionaban la lectura de los totales. En uno aparece la acumulación de los totales; en el otro, aparece la cantidad sumada, restada, multiplicada, o dividida".